# Indotestudo travancorica
Indotestudo travancorica is een schildpad uit de familie landschildpadden (Testudinidae). De soort werd voor het eerst wetenschappelijk beschreven door George Albert Boulenger in 1907. De soort werd eerder tot de geslachten Geochelone en Testudo gerekend.
De schildpad komt van nature endemisch voor in India, en is uitgezet op Celebes in Indonesië.